# Assassin (Album)
Assassin ist das sechste Soloalbum des Frankfurter Rappers Azad. Es erschien am 22. Mai 2009 über das Label Bozz Music und wird von Groove Attack vertrieben.

## Produktion
Die Lieder des Albums wurden von den Musikproduzenten Sti, Bozz Martelli, Stereominds, Brisk Fingaz, X-plosive, Benny Blanco, Farhot sowie M3 & Noyd produziert.

## Covergestaltung
Das Albumcover zeigt einen Totenschädel, der Assassin auf einem MP3-Player mit Kopfhörern hört. Oben bzw. unten im Bild stehen die silbernen Schriftzüge Azad und Assassin. Im Hintergrund ist grauer Rauch zu sehen.

## Gastbeiträge
Auf zwölf Liedern des Albums treten neben Azad andere Künstler in Erscheinung. So ist DJ Rafik an fünf Songs beteiligt, während der Rapper Manuellsen auf Zu laut sowie Feuer & Wind zu hören ist. Tino Oac, Mitglied der Söhne Mannheims, hat einen Gastauftritt beim Track Klagelied (wie lang), und die Rapgruppe Warheit unterstützt Azad auf Stacheldraht. Der US-amerikanische Rapper Rakim ist auf dem Lied Guerilla vertreten, während Was anderes eine Zusammenarbeit mit Kool Savas darstellt. Das Stück Actionmuzik ist eine Kollaboration mit den Frankfurter Rappern Jeyz und Hanybal, wobei Letzterer ebenfalls auf Rocky in Erscheinung tritt. Außerdem arbeitet Azad auf dem Titelsong Assassin mit der Gruppe 439 zusammen, und bei 300 ist der Rapper Tone zu hören.

## Titelliste
| #  | Titel                         | Gastbeiträge      | Produzent                  | Länge |
| -- | ----------------------------- | ----------------- | -------------------------- | ----- |
| 1  | Weg des Assassin (Titelmusik) |                   | Bozz Martelli, Stereominds | 1:27  |
| 2  | Bandog                        | DJ Rafik          | Bozz Martelli, Stereominds | 2:54  |
| 3  | Guerilla                      | Rakim             | Brisk Fingaz, X-plosive    | 3:57  |
| 4  | Assassin                      | 439, DJ Rafik     | Sti                        | 3:26  |
| 5  | 300                           | Tone, DJ Rafik    | Sti                        | 3:28  |
| 6  | Rocky                         | Hanybal, DJ Rafik | Farhot                     | 3:03  |
| 7  | Stacheldraht                  | Warheit           | Benny Blanco               | 4:05  |
| 8  | Detonation                    | DJ Rafik          | M3 & Noyd                  | 3:21  |
| 9  | Klagelied (wie lang)          | Tino Oac          | Sti                        | 3:33  |
| 10 | Was anderes                   | Kool Savas        | Benny Blanco, Sti          | 2:56  |
| 11 | Zu laut                       | Manuellsen        | Sti                        | 2:50  |
| 12 | Actionmuzik                   | Jeyz, Hanybal     | Sti                        | 3:12  |
| 13 | Feuer & Wind                  | Manuellsen        | Brisk Fingaz, X-plosive    | 3:36  |
| 14 | Armageddon                    |                   | Benny Blanco               | 3:05  |
| 15 | Der letzte Augenblick         |                   | Bozz Martelli, Stereominds | 1:25  |

## Chartplatzierungen und Singles
Assassin stieg am 5. Juni 2009 auf Platz 31 in die deutschen Albumcharts ein und belegte in den folgenden Wochen die Ränge 61 und 99, bevor es die Top 100 verließ. In Österreich platzierte sich das Album auf Position 52 und in der Schweiz auf Rang 27.
Als Single wurde am 22. Mai 2009 der Song Klagelied (wie lang) veröffentlicht, der für eine Woche Platz 92 der deutschen Charts belegte.

## Rezeption
| Professionelle Bewertungen | Professionelle Bewertungen |
| -------------------------- | -------------------------- |
| Kritiken                   |                            |
| Quelle                     | Bewertung                  |
| laut.de                    | [ 4 ]                      |

Dani Fromm von laut.de bewertete das Album mit vier von möglichen fünf Punkten. Zwar biete es inhaltlich kaum Neues, was allerdings wenig auffalle, da Azad im „Barretta-Style, Feuer auf Beats spuckt, die für Rückenwind in Orkanstärke sorgen“. Weiterhin positiv fallen die Beiträge von DJ Rafik ins Gewicht, der „mit seinem zurecht mehrfach preisgekrönten Turntablistenhandwerk der Spitzenklasse“ den Beats die Krone aufsetze. Auch die Gäste Rakim, Kool Savas und Tone werden gelobt.